# Islands Folkekirke
Islands Folkekirke (Íslenska þjóðkirkjan eller Þjóðkirkjan) er den evangelisk-lutherske kirke i Island.
Kristendommen blev indført af Altinget i år 1000.
Fra 1104 hørte den islandske kirke til den nordiske kirkeprovins, der havde ærkebiskoppen i Lund som overhoved.
I 1153-1537 hørte Island til den norske kirkeprovins, der havde ærkebiskoppen ved Nidarosdomen i Trondheim som overhoved.
Derefter blev Reformationen gennemført i Island, og den islandske kirke genoptog forbindelsen med den danske kirke.

## Folkekirkens retsstilling
I den islandske forfatningslov fra 1874 indfører religionsfrihed. I paragraf 45 fastslås der desuden, at Den evangelisk-lutherske Kirke er den islandske Folkekirke og understøttes og beskyttes som saadan af det Offentlige. (Denne danske grundlov har siden 1849 haft en tilsvarende bestemmelse.)
I den islandske grundlov står der i paragraf 62, at "Den evangelisk-lutherske Kirke er den islandske Folkekirke og understøttes og beskyttes som sådan af staten. Dette kan ændres ved lov.")

## Kirkeskat
Alle islandske skatteydere betaler kirkeskat. De indkomne afgifter deles mellem Folkekirken og de forskellige trossamfund i forhold til deres medlemstal. Dog udbetales afgiften fra ateisterne til Islands Universitet, der bruger pengene til undervisning.
Denne ordning er fastsat i grundlovens paragraf 64, der lyder: Ingen kan på grund af sin trosbekendelse berøves adgang til den fulde nydelse af borgerlige og politiske rettigheder eller unddrage sig opfyldelsen af nogen almindelig borgerpligt. Ingen er pligtig til at yde personlige bidrag til nogen anden gudsdyrkelse end den, som er hans egen. Dog skal enhver, der ikke er medlem af noget trossamfund, betale en afgift til Islands Universitet. Denne afgift svarer til den afgift, som han ellers skulle have betalt til sit trossamfund. Dette kan ændres ved lov.